# Église Santa Prisca
L’église Sainte-Priscille  (en italien : chiesa di Santa Prisca) est un lieu de culte catholique situé sur l'Aventin à Rome en Italie. Elle est dédiée à sainte Priscille, une martyre du Ier siècle. L'église est le siège du titre cardinalice de Santa Prisca érigé par le pape Évariste en 112 (Titulus Priscae).

## La maison romaine et letitulus
À l'endroit où se trouve aujourd'hui l'église de Santa Prisca se trouvait une domus datant de la fin du Ier siècle, attribué par certains à Lucius Licinius Sura, alors que d'autres l'ont identifié avec le privata Traiani, c'est-à-dire la résidence de Trajan avant qu'il ne devienne empereur.
Selon la tradition, le bâtiment a été converti en un titulus (une domus ecclesiae) ou lieu de culte chrétien, vers 55-57, par Aquila et Priscille, dans la maison desquels la présence d'une communauté chrétienne est attestée dans l'Épître aux Romains (Rm 16, 3-5). Les premiers documents relatifs à ce titulus ne remontent cependant qu'au Ve siècle, quand il a été enregistré dans les actes du synode de 499. C'est la raison pour laquelle, il est traditionnellement considéré comme le plus ancien lieu de culte chrétien de l'Aventin. Il est également mentionné sur plusieurs pierres tombales et sur des inscriptions du siècle suivant.

## La maison romaine et le mithraeum

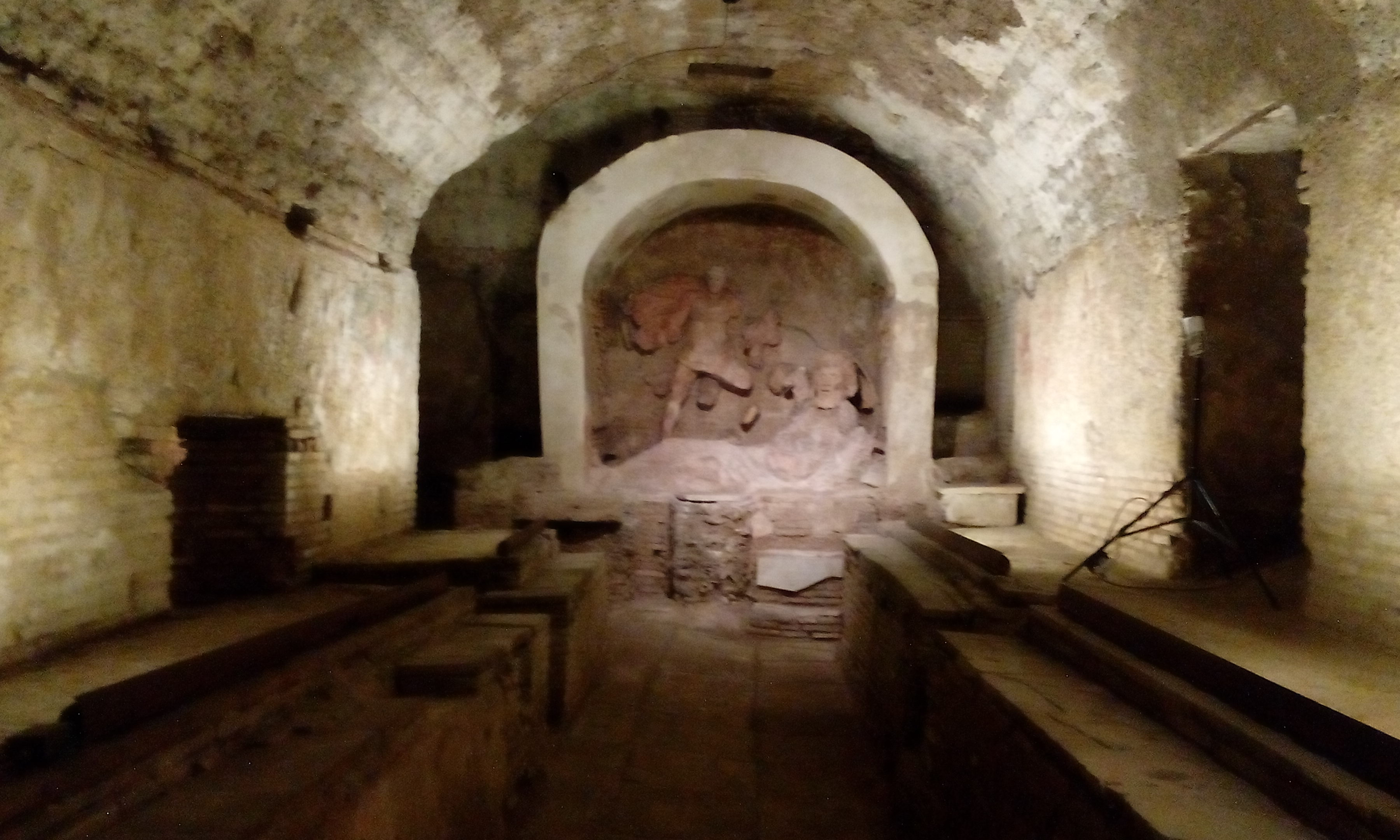
Mithraeum Santa Prisca.

Le mithraeum, découvert en 1934 et fouillé par les archéologues néerlandais entre 1953 et 1966, a été construit à la fin du IIe siècle : il est découvert lors de la rénovation d'autres chambres, une salle de classe et deux allées (en fait, le titulus). C'est sur ce Mithraeum qu'est construite l'église. Cette activité dans le bâtiment, semble indiquer une coexistence intéressante des deux cultes orientaux, Christianisme et mithraïsme, du moins jusqu'à ce que, avec l'institutionnalisation du christianisme, ce dernier soit effacé, physiquement, en superposant les propres murs de l'église.

## L'église

### Historique
Elle est construite au IVe siècle ou Ve siècle. Le Titulus d'Aquila et Prisca est enregistré dans les actes du synode de 499 et, selon la tradition, serait le plus ancien culte chrétien de l'Aventin, lié à l'hospitalité reçue de Saint-Pierre et Saint-Paul. En 1066 l’Abbaye de la Trinité de Vendôme devait, en échange de la dignité cardinalice, entretenir 8 à 12 moines de l’église. Les moines de Vendôme restèrent en possession jusqu'au environ de 1455.
Endommagée par les Normands dans le Sac de Rome (1084), l'église est restaurée à plusieurs reprises. L'aspect actuel date de la rénovation de 1660, au cours de laquelle, entre autres, une nouvelle façade est créée. Parmi les détenteur du Titulus Priscae, il y a eu Angelo Roncalli (1953), devenu le pape Jean XXIII.

### Description
La façade en briques de l'église est prise en sandwich entre le couvent, à gauche, et l'aile de la sacristie, à droite, qui était à l'origine l'un des deux bas-côtés. Au-dessus de la porte se trouve un porche avec un fronton supporté par deux colonnes triangulaires corinthiennes et surmonté d'une rosace ovale caractéristique.
À l'intérieur, les seuls éléments de l'ancienne église sont les colonnes, incorporées pour consolider la structure des piliers qui divisent les trois nefs. Pour la même raison, les allées ont été transformées en chemin à arches renforcées par des murs transversaux. Dans la première chapelle, à gauche, se trouvent les fonts baptismaux, créés à partir d'un ancien chapiteau romain réajusté et surmonté d'une statuette représentant le baptême du Christ, qui[Quoi ?] selon la tradition a été utilisé par Saint-Pierre pour les baptêmes.
La nef est couverte de plafonds en bois lambrissé. Au-dessus des arcades qui donnent les allées, se trouvent des fresques représentant les apôtres, les saints et les anges, réalisées par le peintre florentin Anastasio Fontebuoni en 1600. Il a également peint les fresques de la cure, qui révèlent l'existence d'une voûte aujourd'hui détruite. Ces fresques représentent le martyre de Santa Prisca et le transport de ses reliques. Fontebuoni a aussi peint les dessins complexes de l'abside, tandis que le retable de l'autel, qui représente Saint-Pierre baptisant Santa Prisca, est de Domenico Cresti, dit le Passignano, vers 1600.

### L'orgue
Dans l'église, il existe un orgue à tuyaux, construit en 1954 par la société Tamburini, commandé alors par le cardinal Angelo Roncalli Giuseppe. L'instrument, conçu par Fernando Germani a deux claviers et un pédalier. Tandis que tous les tuyaux sont situés au-dessus du Chœur, la console mobile se trouve près de l'autel.

## Galerie

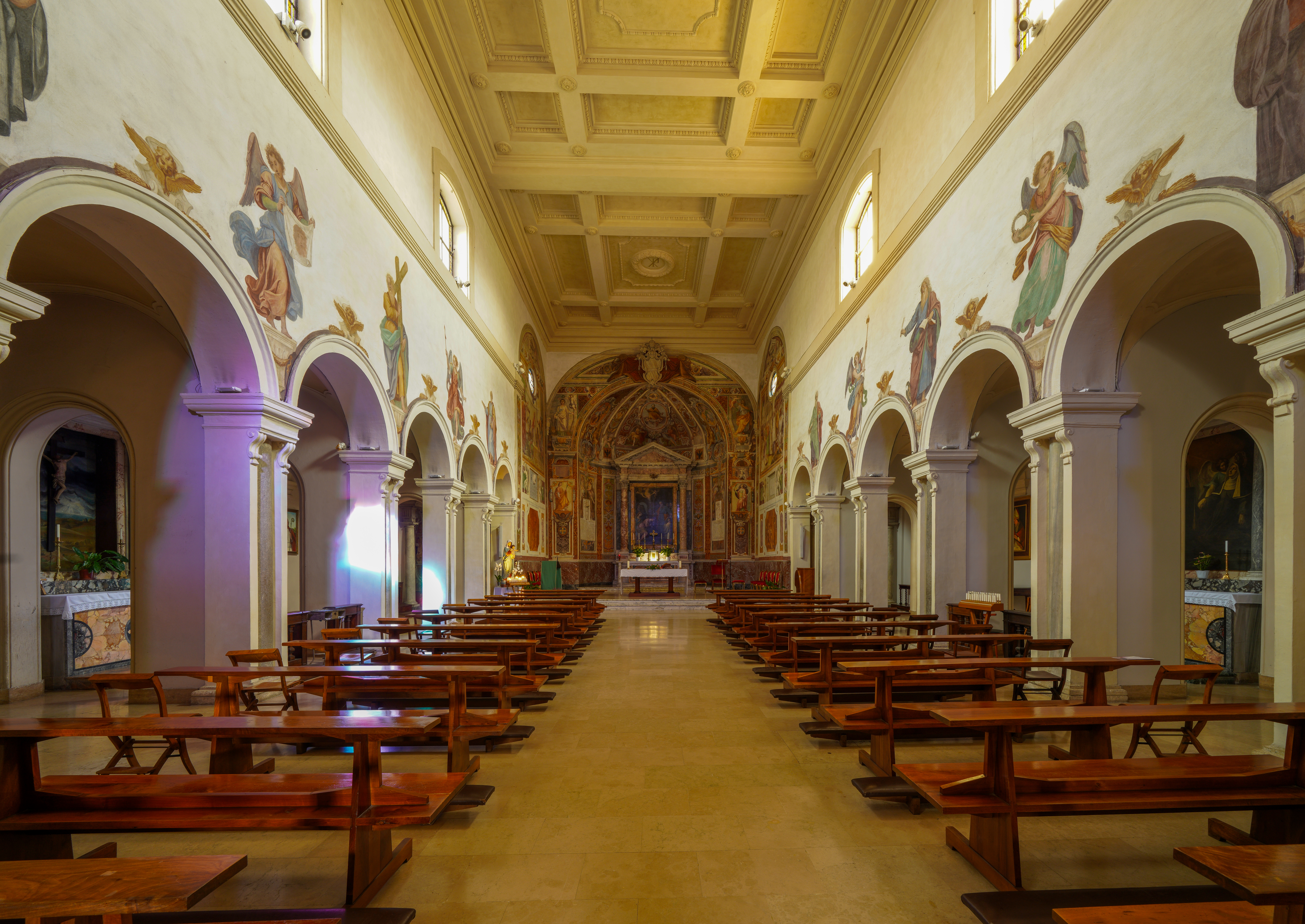
La nef centrale de l'église.
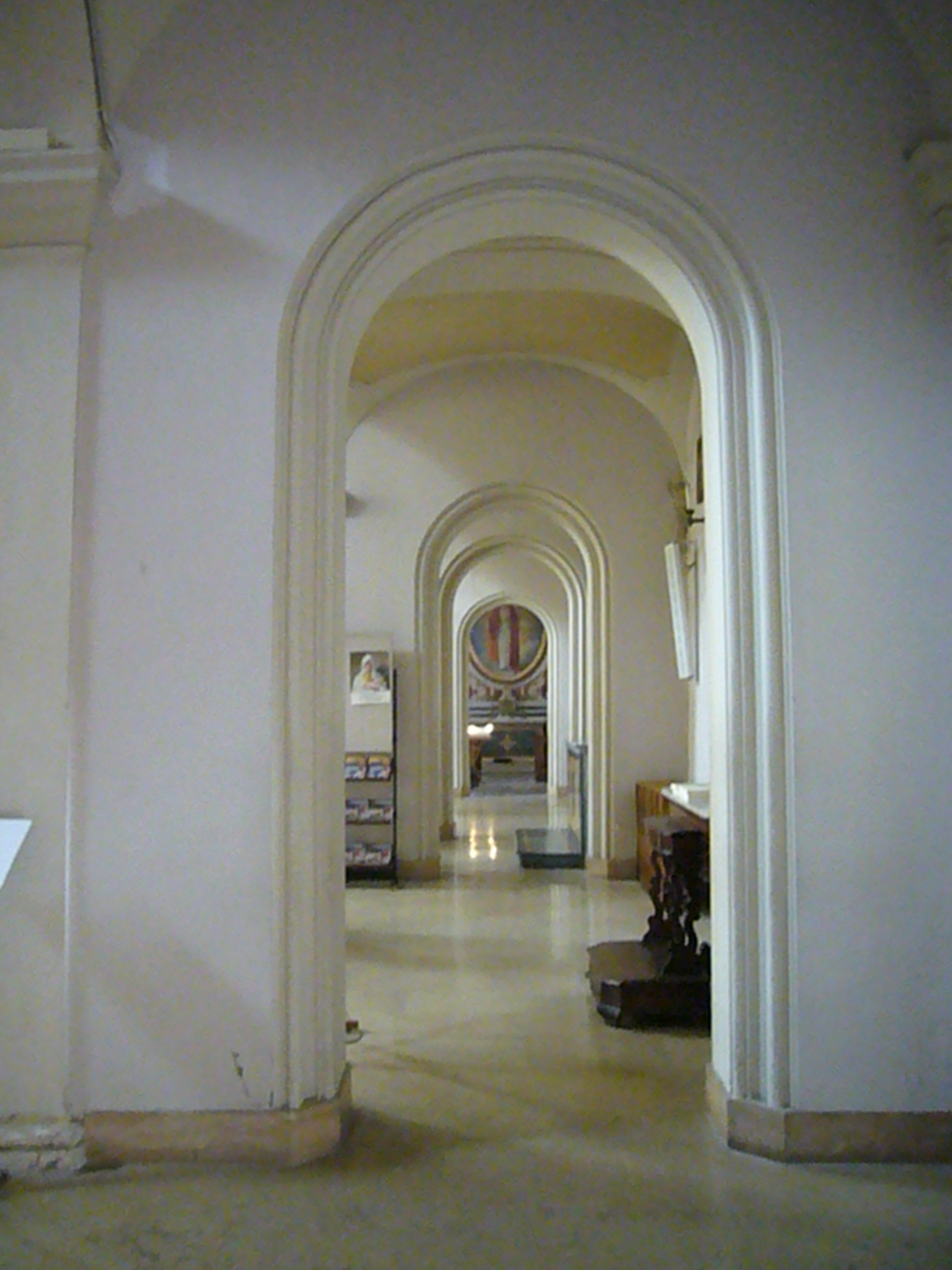
Nef latérale.
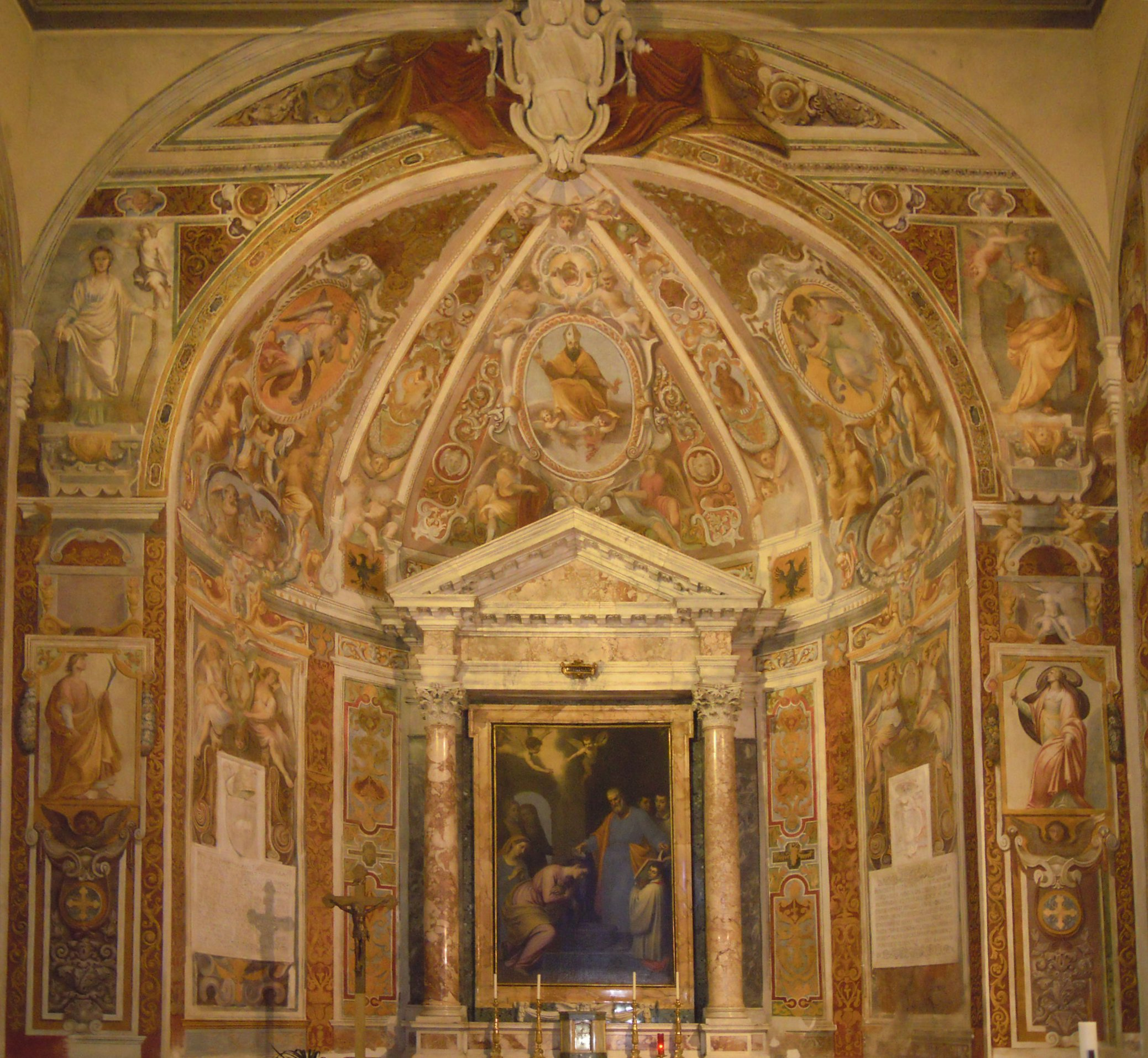
L'abside.
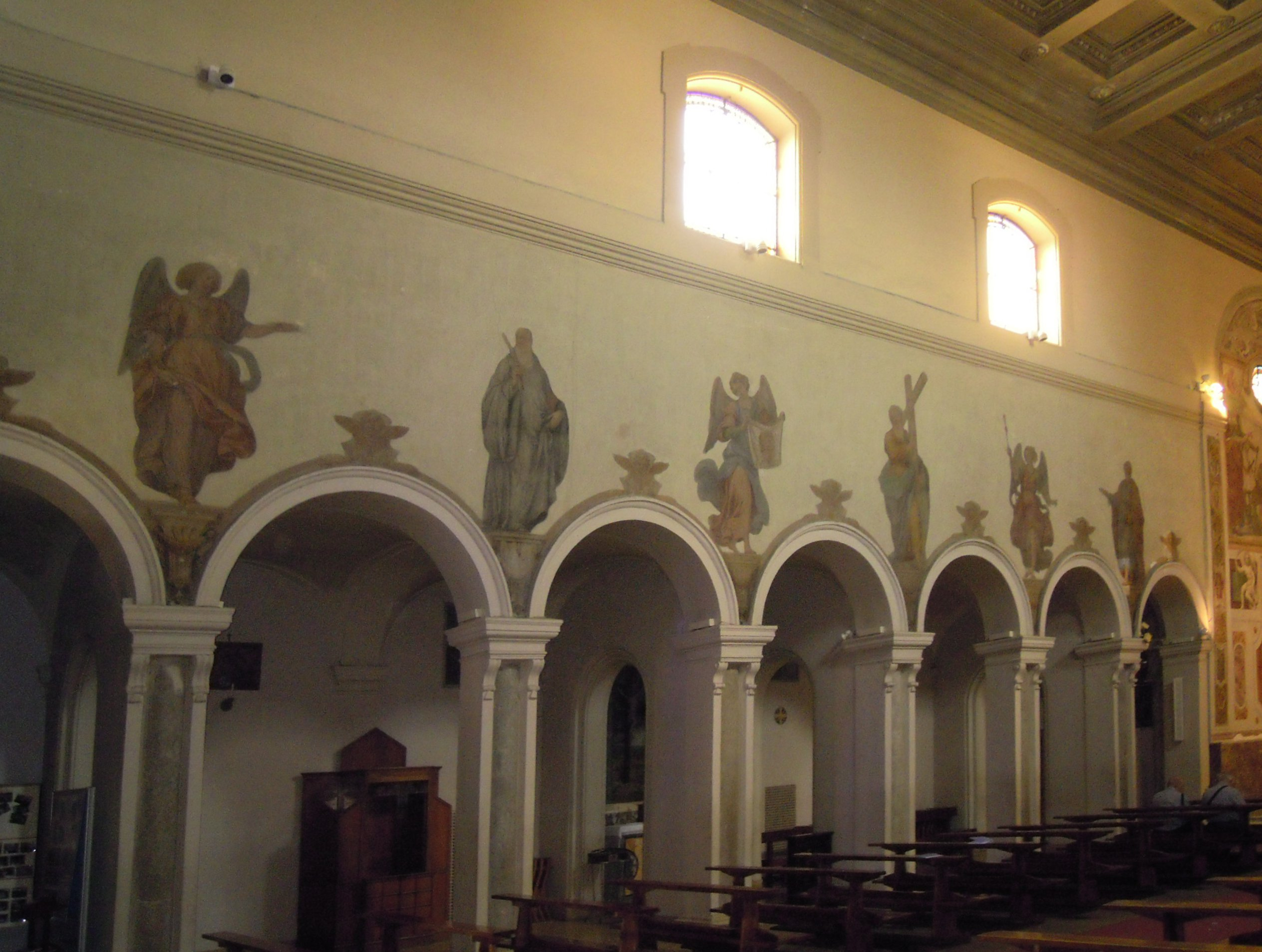
Les anciennes colonnes avec fresques.
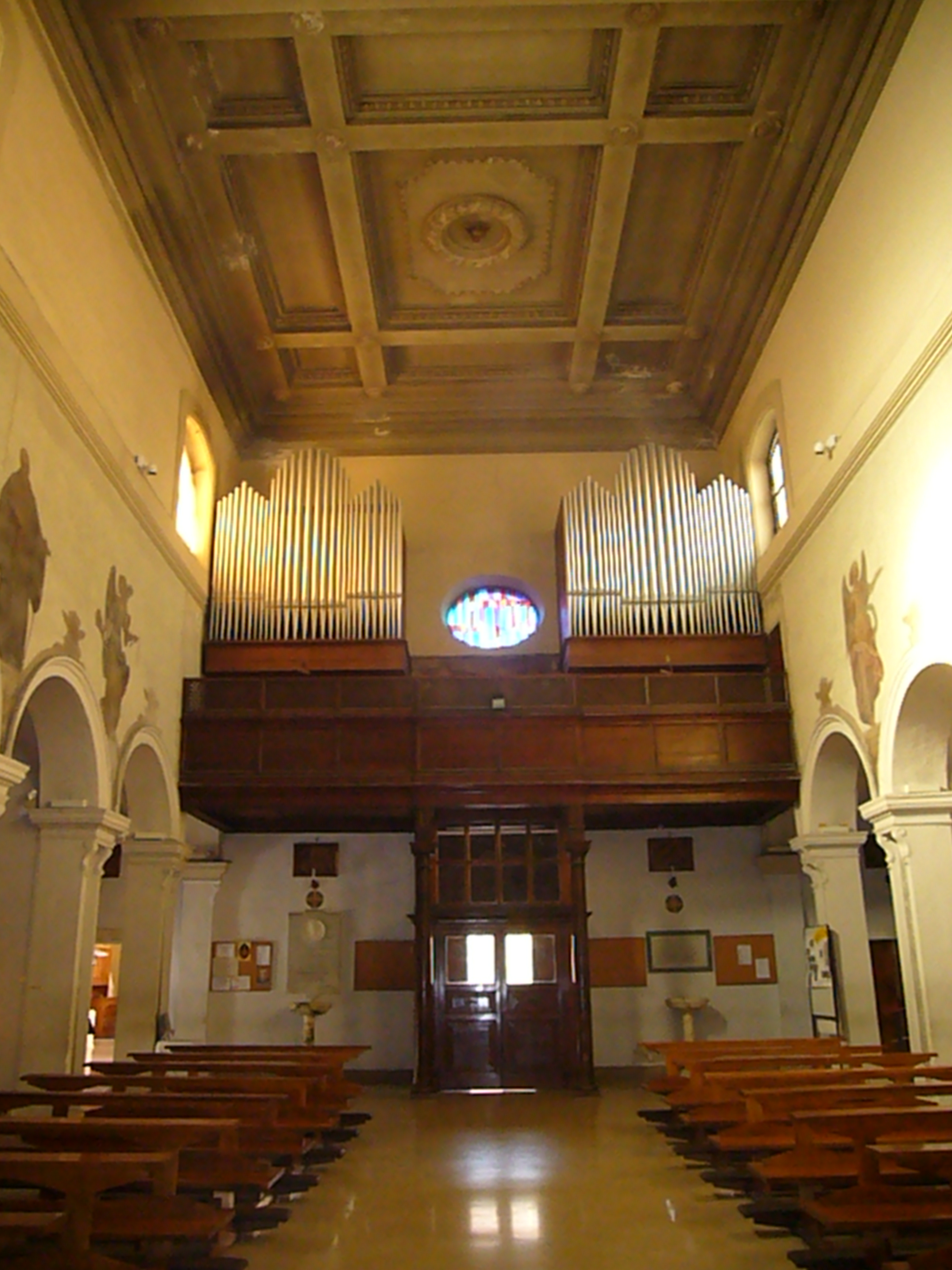
L'orgue.